# Provencal (Louisiana)
Provencal ist eine Gemeinde (mit dem Status „Village“) im Natchitoches Parish im US-amerikanischen Bundesstaat Louisiana. Das U.S. Census Bureau hat bei der Volkszählung 2020 eine Einwohnerzahl von 528 ermittelt.

## Geografie
Provencal liegt im mittleren Nordwesten Louisianas am Nordrand des Kisatchie National Forest.
Die geografischen Koordinaten von Provencal sind 31°39′11″ nördlicher Breite und 93°12′08″ westlicher Länge. Das Gemeindegebiet erstreckt sich über eine Fläche von 6,37 km².
Das Zentrum von Natchitoches liegt 21,7 km nordöstlich. Weitere Nachbarorte von Provencal sind Robeline (14,5 km westnordwestlich), Natchez (24,7 km östlich), Flora (11,5 km ostsüdöstlich), Bellwood (14,8 km südlich) und Vowells Mill (19,2 km südwestlich).
Die nächstgelegenen größeren Städte sind Shreveport (128 km nordwestlich), Arkansas’ Hauptstadt Little Rock (412 km nordnordöstlich), Mississippis Hauptstadt Jackson (362 km ostnordöstlich), Louisianas Hauptstadt Baton Rouge (278 km südöstlich), Louisianas größte Stadt New Orleans (405 km in der gleichen Richtung), Lafayette (227 km südöstlich), Texas’ größte Stadt Houston (357 km südwestlich) und Dallas (415 km westnordwestlich).

## Verkehr
Der von Nord nach Süd verlaufende Louisiana Highway 117 kreuzt im Zentrum von Provencal den Louisiana Highway 120. Alle weiteren Straßen sind untergeordnete Landstraßen, teils unbefestigte Fahrwege sowie innerörtliche Verbindungsstraßen.
Mit dem Natchitoches Regional Airport befindet sich 24 km nordöstlich ein kleiner Flugplatz für die Allgemeine Luftfahrt und den Lufttaxiverkehr. Die nächsten Verkehrsflughäfen sind der Alexandria International Airport (81 km südöstlich) und der Shreveport Regional Airport (129 km nordwestlich).

## Bevölkerung
Nach der Volkszählung im Jahr 2010 lebten in Provencal 611 Menschen in 244 Haushalten. Die Bevölkerungsdichte betrug 95,9 Einwohner pro Quadratkilometer. In den 244 Haushalten lebten statistisch je 2,5 Personen.
Ethnisch betrachtet setzte sich die Bevölkerung zusammen aus 94,1 Prozent Weißen, 2,0 Prozent Afroamerikanern, 0,8 Prozent amerikanischen Ureinwohnern sowie 0,2 Prozent (eine Person) aus anderen ethnischen Gruppen; 2,9 Prozent stammten von zwei oder mehr Ethnien ab. Unabhängig von der ethnischen Zugehörigkeit waren 0,3 Prozent der Bevölkerung spanischer oder lateinamerikanischer Abstammung.
28,6 Prozent der Bevölkerung waren unter 18 Jahre alt, 58,3 Prozent waren zwischen 18 und 64 und 13,1 Prozent waren 65 Jahre oder älter. 53,7 Prozent der Bevölkerung waren weiblich.
Im Jahr 2013 lag das mittlere jährliche Einkommen eines Haushalts lag bei 46.083 USD. Das Pro-Kopf-Einkommen betrug 16.371 USD. 28,1 Prozent der Einwohner lebten unterhalb der Armutsgrenze.